# Hydraena bihamata
Hydraena bihamata är en skalbaggsart som beskrevs av Champion 1920. Hydraena bihamata ingår i släktet Hydraena och familjen vattenbrynsbaggar. Inga underarter finns listade i Catalogue of Life.